# Yongchang (socken i Kina)
Yongchang (kinesiska: 永昌, 永昌街道) är en socken i Kina. Den ligger i provinsen Shandong, i den östra delen av landet, omkring 210 kilometer sydväst om provinshuvudstaden Jinan. Antalet invånare är 58 572. Befolkningen består av 29 543 kvinnor och 29 029 män. Barn under 15 år utgör 17,0 %, vuxna 15-64 år 75 %, och äldre över 65 år 7,0 %.
Genomsnittlig årsnederbörd är 778 millimeter. Den regnigaste månaden är juli, med i genomsnitt 192 mm nederbörd, och den torraste är januari, med 6 mm nederbörd.